# Höjdhopp för herrar i friidrott vid olympiska sommarspelen 1984
Höjdhopp för herrar vid olympiska sommarspelen 1984 i Los Angeles avgjordes 11 augusti. 

## Medaljörer
| Gren     | Guld                             | Guld   | Silver                   | Silver | Brons              | Brons  |
| Höjdhopp | Dietmar Mögenburg · Västtyskland | 2,35 m | Patrik Sjöberg · Sverige | 2,33 m | Jianhua Zhu · Kina | 2,31 m |

## Resultat

### Kval
- Hölls den 10 augusti 1984

| Placering | Grupp A                 | Höjd   |
| --------- | ----------------------- | ------ |
| 1.        | Milton Goode (USA)      | 2.24 m |
| 1.        | Patrik Sjöberg (SWE)    | 2.24 m |
| 1.        | Zhu Jianhua (CHN)       | 2.24 m |
| 1.        | Doug Nordquist (USA)    | 2.24 m |
| 1.        | Milton Ottey (CAN)      | 2.24 m |
| 1.        | Dietmar Mögenburg (FRG) | 2.24 m |
| 7.        | Dwight Stones (USA)     | 2.24 m |
| 8.        | Erkki Niemi (FIN)       | 2.24 m |
| 9.        | Roland Dalhäuser (SUI)  | 2.24 m |
| 10.       | Carlo Thränhardt (FRG)  | 2.24 m |
| 11.       | Takao Sakamoto (JPN)    | 2.21 m |
| 11.       | Eddy Annys (BEL)        | 2.21 m |
| 13.       | Gerd Nagel (FRG)        | 2.18 m |
| 14.       | Franck Verzy (FRA)      | 2.15 m |
| 14.       | Stephen Wray (BAH)      | 2.15 m |

| Placering | Grupp B                 | Höjd        |
| --------- | ----------------------- | ----------- |
| 1.        | Liu Yunpeng (CHN)       | 2.24 m      |
| 1.        | Cai Shu (CHN)           | 2.24 m      |
| 3.        | Thomas Eriksson (SWE)   | 2.21 m      |
| 3.        | John Atkinson (AUS)     | 2.21 m      |
| 5.        | Geoff Parsons (GBR)     | 2.21 m      |
| 6.        | Hrvoje Fižuleto (YUG)   | 2.18 m      |
| 7.        | Alain Metellus (CAN)    | 2.18 m      |
| 8.        | Clarence Saunders (BER) | 2.18 m      |
| 9.        | Novica Čanović (YUG)    | 2.15 m      |
| 9.        | Dimitrios Kattis (GRE)  | 2.15 m      |
| 11.       | Desmond Morris (JAM)    | 2.15 m      |
| 12.       | Liu Chin-Chiang (TPE)   | 2.10 m      |
| 12.       | Lam Tin-Sau (HKG)       | 2.10 m      |
| 14.       | Mutale Mulenga (ZAM)    | 2.05 m (NR) |
| —         | Mark Naylor (GBR)       | NM          |

### Final
- Hölls den 11 augusti 1984

| Placering | Final                   | Höjd   |
| --------- | ----------------------- | ------ |
|           | Dietmar Mögenburg (FRG) | 2.35 m |
|           | Patrik Sjöberg (SWE)    | 2.33 m |
|           | Zhu Jianhua (CHN)       | 2.31 m |
| 4.        | Dwight Stones (USA)     | 2.31 m |
| 5.        | Doug Nordquist (USA)    | 2.29 m |
| 6.        | Milton Ottey (CAN)      | 2.29 m |
| 7.        | Liu Yunpeng (CHN)       | 2.29 m |
| 8.        | Cai Shu (CHN)           | 2.27 m |
| 9.        | Erkki Niemi (FIN)       | 2.24 m |
| 10.       | Carlo Thränhardt (FRG)  | 2.15 m |
| —         | Roland Dalhäuser (SUI)  | NM     |
| —         | Milton Goode (USA)      | NM     |